# 別子為宗
別子為宗，又稱「繼別為宗」。牟宗三判教宋明理學時，形成三系說，當中朱熹一系被牟宗三稱作別子為宗，其後引起不少學者討論。

## 詞源
其詞源來自於《禮記·大傳》：「別子為祖，繼別為宗」。原形容為古代天子、諸侯嫡長子以外的兒子。

## 緣起
牟宗三對宋明理學判教時，採取了三系說，包括程朱理學、陸王心學與五峰蕺山。當中牟宗三認為，程朱理學之一系屬縱貫橫攝。當中理由為，牟宗三批評朱熹的心為「氣心」、「只存有不活動」、屬於「他律」。與孔孟及其他兩系相比，其進路不同，堪稱「歧出」。然而，在宋朝間朱熹被視為「官學」，故稱為「繼別為宗」。

### 理氣二元論
《朱子語類》中，朱熹建構了理氣二元論。當中理為本體論，而氣則為現象界。其中，雖然朱熹有理一分殊之說，但其理為心之外，其格物之說亦需向外尋，故牟宗三視為「只存有不活動」。並且，其心統性情之說亦非於本體界，故屬於氣心。

### 自律與他律問題
在《實踐理性批判》中，康德區分了自律與他律。當中自律為符合定言令式。而牟宗三在研讀康德時，注意到孔孟，陸王等均符合自律道德。在孟子當中，「良知」為「我固有之」，在孺子下井一例中能「乍見」而不經思慮即起惻隱之心，且具普遍性，因此符合康德中的自律道德；除此以外，王陽明的心學亦符合孔孟的說法。在心即理，致良知當中，牟宗三認為回歸到孔孟之說。惟由於朱熹的心「只存有不活動」，故被牟宗三判為「他律」，不符合孔孟之承先與陸王的啟後。

## 評論
李明輝認為，朱子明確地說道：「心者，氣之爽也」，朱子之心為認知心，並不具制定道德立法的道德心。雖然如此，康德有「動機」一說。而此處則為當時牟宗三一直思考的「理義悅我心」之問題。李明輝認為，在朱子理氣二元論、心性情三分之下，以及康德情理二分的架構下，兩者會有消解的必然性。然而，楊澤波則對此說持反對說法。楊澤波認為，康德倫理學本來就排除情感，而儒家之良知說卻具有情感。並且牟宗三既然批評朱熹「以知識講道德」，若以此作為標準，則康德亦應為他律道德。